# Björnstarr
Björnstarr (Carex ursina) är en flerårig gräslik växt inom starrsläktet och familjen halvgräs. Björnstarr växer i små täta tuvor, med korta utlöpare och upprätta eller böjda, släta strån. De klargröna bladen blir från 0,5 till 1 mm breda, är rännformiga med sträva kanter och ofta längre än ståna. De klotrunda eller äggrunda axen blir från fyra till sex mm och har hanblommor vid basen. De rödbruna axfjällen är tubbiga och kortare än fruktgömmet. De gulgröna fruktgömmena blir cirka två mm, är äggrunda och utan tydliga nerver eller näbb. Björnstarr blir från två till sex cm hög och blommar från juli till augusti.

## Utbredning
Björnstarr trivs bäst på fuktig till lerig mark, såsom strandängar, estuarier och pölar. Dess utbredning i Norden utgörs av stora områden på Svalbard, där den är ganska vanlig.
- Referens: Den nya nordiska floran ISBN 91-46-17584-9